# 馬來遲

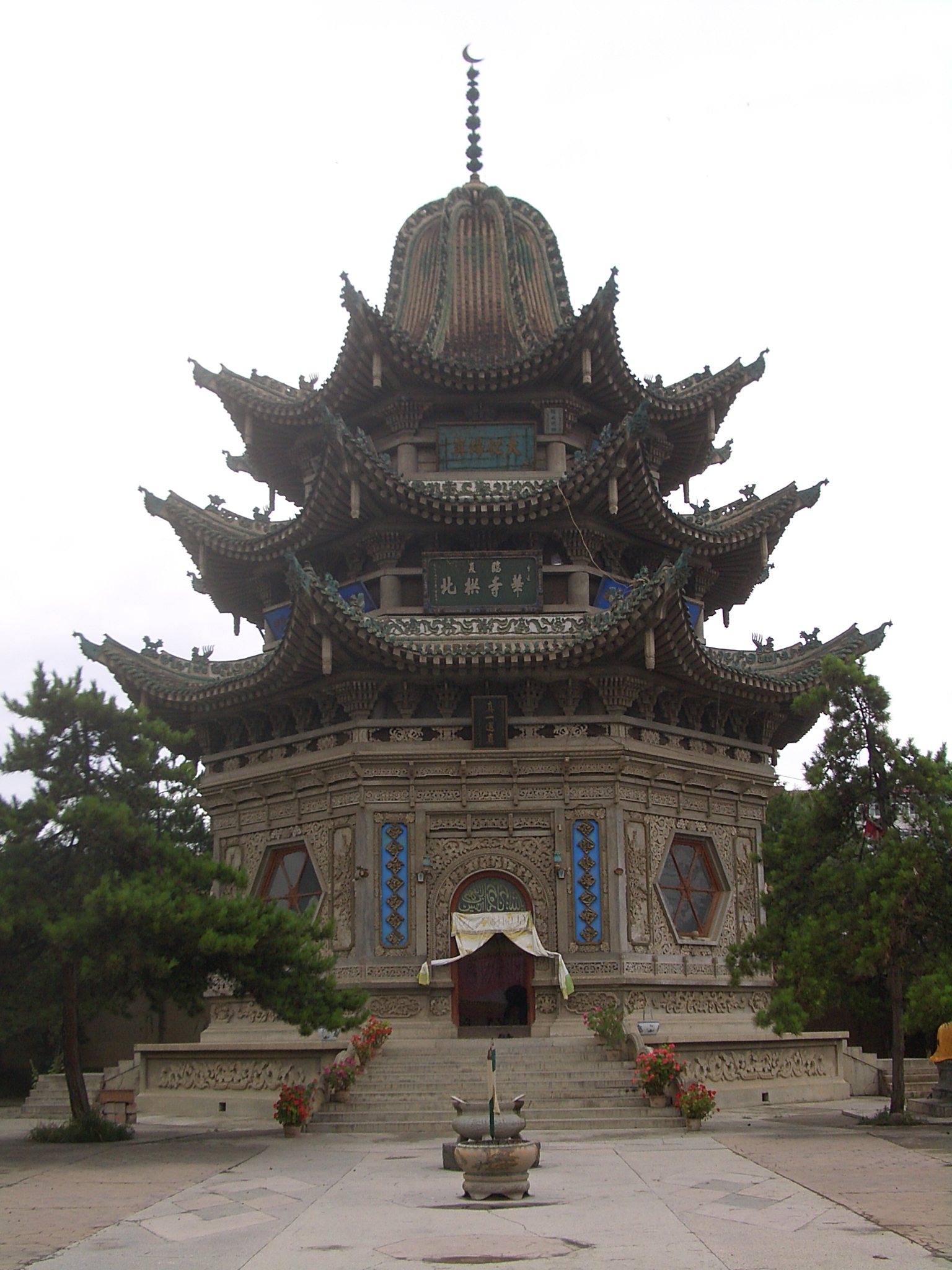
馬來遲的墳墓（臨夏市的华寺拱北清真寺）

馬來遲（1681年—1766年），经名阿卜杜勒·哈里姆，是一個中国伊斯兰教苏菲主义大師。他創立了虎夫耶教派（华寺门宦），是納克什班迪教團传入中国后最早形成的门宦。

## 生平

### 伊達雅圖勒拉的祝福
馬來遲來自一個有軍方背景的回民家庭。其祖父马从善是明朝的将军； 其父马家梭為清朝武举人，但他沒有在朝廷工作，反而經營商店，發了大財。 他是河州人（今甘肃临夏)， 甘肅伊斯蘭教重地之一。
马家骏是个虔诚的穆斯林，年过四十，尚无子女。於是他前往青海西宁，希望伊達雅圖勒拉（明清之际葉爾羌汗國喀什噶尔地區白山派和卓家族的首領）為他祈禱，求真主赐给儿女。祈禱後，伊達雅圖勒拉叫马家骏回河州，娶某一個非伊斯蘭教的女子。她曾与数人订婚，但男方都在婚前去世。馬家軍娶了這個26歲的女人，她給他生了一個兒子。但是，就在生子之时，马十万的商店意外失火，货物全數焚毀，於是马家骏就把该子取名“马来迟”。
變得一貧如洗的马家骏成為了茶行商，於青海西宁和賀州往来。 這個時候，馬來遲正在伊達雅圖勒拉的弟子阿訇太巴巴（1632–1709) 在附近米拉沟的伊斯蘭學校唸書。 （今民和回族土族自治縣）.
作為阿訇太巴巴的得意弟子， 馬來遲在十八歲時已經完成伊斯蘭學校提供的所有課程。阿訇太巴巴任命他為一個阿訇，並讓他進入苏菲主义教派，把阿訇太巴巴從伊達雅圖勒拉得到的Barakah稱號傳給他。

### 麥加朝聖
經過30多年的在河州地區的宗教工作，馬來遲離開中國，並於1728年朝覲伊斯蘭教在中東的聖地。 在1728年至1733年，他師從一些中東苏菲大師（主要是在麥加和也門，某些版本的他的傳記中也提到開羅和大馬士革）。由於資料不足和中國與阿拉伯語來源不準確，研究者們對馬來遲的麥加朝聖日期有不同的版本：中國版本為馬來遲從廣州航行到阿拉伯半島（並在那兒向一個著名的毛拉學習3個月），並以海路回國；其他版本為他旅行通過陸路到達西域，經過中亞，並在布哈拉研究一段時間。 在麥加，他的老師是 Khafiya zawiya（伊斯蘭學校）的負責人，Muhammad Jibuni Ahmad Agelai（或Ajilai）。
另一位對他影響極大的老師是Mawlana Makhdum，他給了馬來遲教名阿卜杜勒·哈里姆。沒有多少人知道Makhdum，但約瑟夫·弗萊徹推測，他可能是一個印度人。

### 虎夫耶
回到中國後，馬來遲於清乾隆三十一年(1766) 創立了華寺（华寺拱北清真寺）－ 中國伊斯蘭教虎夫耶的中心。虎夫耶，阿拉伯语意为暗藏、隐藏、低念。该派主张寻道者低声默念赞圣词、赞主词从而更接近真主，因而得名。
馬來遲花了32年在甘肅，青海的回民和撒拉族人中傳道。 他還令眾多的藏人，蒙古人，蒙古爾（土族）社區皈依了伊斯蘭教，甚至在贏得與當地活佛的宗教辯論後令人皈依。 一些社區仍屬於虎夫耶教派，他們仍然視馬來遲為聖人，因為他把他們的祖先帶進伊斯蘭教。

## 逝世

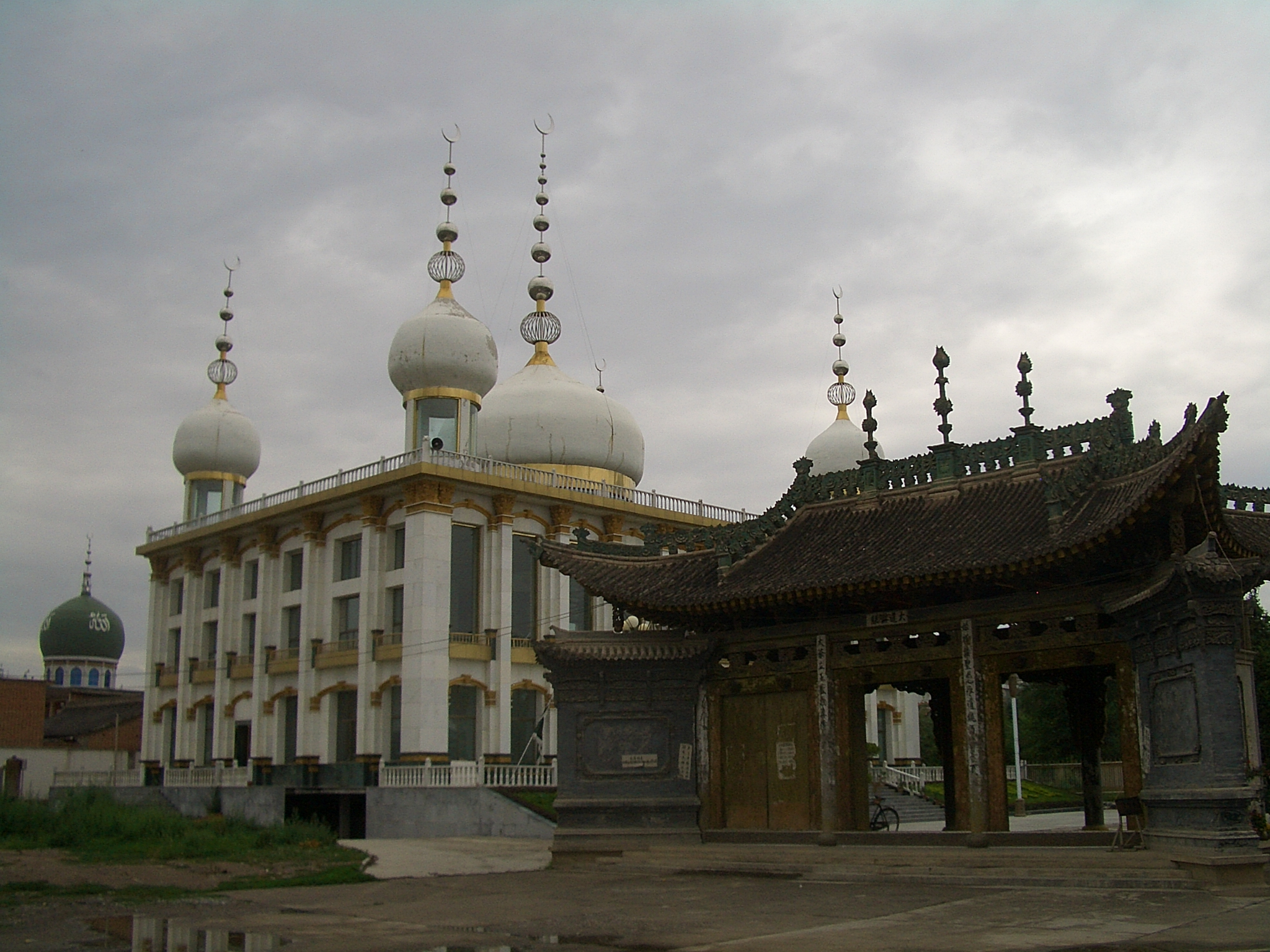
华寺拱北清真寺的地面

馬來遲去世後，他虎夫耶領袖的位置被他的兒子繼承，但此舉被哲合忍耶教派的建立者馬明心批評並反對。 其後馬來遲的孫子繼承此位。
馬來遲在臨夏市的墳墓於1986年修復。 這座寺廟包括一座清真寺，被稱為华寺拱北， 修復後，它繼續作為中國伊斯蘭教虎夫耶的中心。

## 文學
- Gladney, Dru C.  2. Harvard Univ Asia Center. 1996  [2015-03-25]. ISBN 0-674-59497-5. （原始内容存档于2015-04-02）. (First edition appeared in 1991).
- Lipman, Jonathan Neaman. . Hong Kong University Press. 1998  [2015-03-25]. ISBN 962-209-468-6. （原始内容存档于2020-09-25）.
- Weismann, Itzchak. . Volume 8 of Routledge Sufi series. Routledge. 2007. ISBN 0-415-32243-X.